# Jacopo Tiepolo
Jacopo Tiepolo lub Giacomo Tiepolo (zm. 19 lipca 1249) – doża Wenecji, panujący od 6 marca 1229 do 2 lub 20 maja 1249.